# Павел Поправка
Павел Поправка (19. септембар 1983) је српски хокејаш руског порекла који тренутно игра у Црвеној звезди. Игра на позицији нападача.

## Каријера

### Клупска каријера
Каријеру је почео у другом тиму Сибира из Новосибирска. За овај клуб у трећој лиги Русије играо је три сезоне. Након годину дана паузе и неиграња хокеја прешао је у Србију у Војводину где је наступао наредне две сезоне. За клуб је одиграо 37 утакмица, постигао 31 погодак и имао 20 асистениција остваривши тако укупно 51 поен.
Године 2008. прешао је у градског ривала Нови Сад за који је одиграо 12 утакмица и остврарио 22 поена. Следећу сезону је провео без ангажмана све до пред крај сезоне када је одиграо четири меча у плеј офу Слохокеј лига за београдски Партизан. После ове сезоне је уследила је још једна једногодишња пауза, да би 2011. године поново дошао у Партизан. Са Партизаном је два пута био првак Србије и једном је освојио регионалну Слохокеј лигу. Након неколико година проведених у иностранству, 2018. године се вратио у Србију, али овај пут у Црвену звезду са којом је освојио регионалну ИХЛ лига и првенство Србије.

### Репрезентација
Павел Поправка је 2011. добио држављанство Србије и стекао право да наступа за Репрезентацију Србије. За репрезентацију је играо на пет Светских првенстава. На Светскоm првенству 2019 — Дивизија II са репрезентацијом Србије освојио је прво место.

## Успеси

### Клупски
- Партизан:
  -  Првенство Србије (2): 2009/10, 2011/12
  -  Слохокеј лига (1): 2011/12
- Арлан:
  - Куп Казахстана (1): 2012/13
- Црвена звезда:
  -  Првенство Србије (1): 2018/19
  -  ИХЛ лига (1): 2018/19

### Репрезентативни
- Србија:
  - Светско првенство:  2015. (Дивизија II, група А)
  - Светско првенство:  2017. (Дивизија II, група А)
  - Светско првенство:  2019. (Дивизија II, група А)